# Jake Gyllenhaal
Jacob Benjamin "Jake" Gyllenhaal (født 19. december 1980) er en amerikansk skuespiller.

## Opvækst
Gyllenhaal blev født i Los Angeles som søn af filminstruktøren Stephen Gyllenhaal og filmproducer og manuskriptforfatter Naomi Foner (pigenavn Achs). Han er lillebror til skuespilleren Maggie Gyllenhaal, som han optrådte sammen med i filmen Donnie Darko. Gyllenhaals far var opdraget i Den Nye Kirke, (swedenborgianere), og er af svensk og engelsk afstamning og nedstammer fra den svenske adelsslægt Gyllenhaal. Hans tipoldefar Anders Leonard Gyllenhaal udvandrede til USA. Jake Gyllenhaals mor er ud af en jødisk familie i New York, og Gyllenhaal har udtalt, at han ser sig selv som "mere jødisk end noget som helst andet." På hans 13 års fødselsdag fremførte Gyllenhaal en "barmitzvah-lignende forestilling uden den typiske stads", meldte sig som frivillig ved et center for hjemløse, fordi hans forældre ønskede at give ham en følelse af taknemmelighed over sine priviligerede levevilkår. Hans forældre insisterede også på, at han tog sommerjob for at kunne klare sig selv økonomisk, og han arbejdede som livvagt og som stik-i-rend-dreng i en restaurant, der var under ledelse af en ven af familien.

## Karriere

### Barndom
I sin barndom fik Jake tidligt erfaring med skuespil pga. sine forældres forbindelse til branchen. Som 11-årig fik han sin skuespiller-debut som Billy Crystals søn i komedien City Slickers. Han fik ikke lov til at medvirke i filmen The Mighty Ducks (1992), fordi det betød, at han skulle være udenbys i to måneder. I de næste år lod hans forældre ham gå til auditions, men tit fik han alligevel ikke lov til at spille roller han blev valgt til. Han fik dog lov til at medvirke i nogle af sin fars film. I 1993 spillede han sammen med sin søster Maggie i filmen A Dangerous Woman, og i 1994 medvirkede han i et afsnit af den amerikansk politiserie: Homicide: Life on the Street og 1998 i komedien Homegrown. Sammen med deres mor medvirkede Jake og Maggie i to episoder af Molto Mario, et italiensk madprogram.
Gyllenhaal toh eksamen fra Harvard-Westlake School i Los Angeles i 1998 og blev optaget på Columbia University, hvor hans mor og søster havde gået, for at studere orientalske religioner og filosofi. Han afbrød studierne efter to år for at koncentrere sig om skuespillet, men har siden udtalt, at han gerne vil afslutte sine studier engang i fremtiden. Jakes første hovedrolle var i filmen October Sky, Joe Johnstons fortolkning af Homer Hickams selvbiografi Rocket Boys. Filmen indtjente $32 millioner og var ifølge Sacramento News and Review Jakes gennembrud.

### FraDonnie Darkotil scenen
Donnie Darko, Gyllenhaals anden store film, blev ikke en succes, da den havde premiere i 2001, men er siden blevet en kultfilm. Filmen var instrueret af Richard Kelly og foregår i 1988 med Gyllenhaal i rollen som en forstyrret teenager, der efter han lige akkurat undgår at blive dræbt, flere gange ser syner af en 180 cm. høj kanin, kaldet Frank, som fortæller ham, at verden snart vil gå under. Gyllenhaals optræden blev godt modtaget hos anmelderne; Gary Mairs fra Culture Vulture skrev at "Gyllenhaal formår at virke både uanfægtet normal og dybt forstyrret på samme tid, og ofte i samme scene."
Efter den lunkne succes med Donnie Darko, var Gyllenhaals næste rolle som piloten Kelston i Highway fra 2022, hvor han spillede over for Jared Leto. Hans optræden blev af en anmelder beskrevet som "tåbelig, klichéagtig og direkte til dvd." Gyllenhaal havde mere succes, da han spillede over for Jennifer Aniston i filmen The Good Girl, der havde premiere ved Sundance Film Festival i 2002; han medvirkede ligeledes i Lovely & Amazing med Catherine Keener. I begge film portræterer han ustabile karakterer, som indleder uforsvarlige affærer med ældre kvinder. Gyllenhaal har senere beskrevet disse roller som "teenagere i overgangsfaser". Gyllenhaal medvirkede senere i Touchstone Pictures' romantiske komedie Bubble Boy, der er delvist baseret på David Vetters bog. Filmen handler om hovedpersonens eventyr i forsøget på at finde sit livs kærlighed, før hun til sidst gifter sig med den forkerte mand. Filmen blev haglet ned af anmelderne, der kaldte den for "et tomhjernet, kaotisk og særdeles smagsløs makværk."
Efter Bubble Boy, spillede Gyllenhaal over for Dustin Hoffman, Susan Sarandon og Ellen Pompeo i Moonlight Mile, som en ung mand, der skal forsøge at komme sig over sin forlovedes død og hendes forældres sorg. Filmen, der modtog blandede anmeldelser, er delvis baseret på forfatter/instruktør Brad Silberlings personlige oplevelse, da hans kæreste Rebecca Schaeffer blev myrdet.
Gyllenhaal var tæt på at blive castet som Spider-Man i Spider-Man 2, da instruktør Sam Raimi havde store betænkeligheder angående den oprindelige Spider-Man-stjerne Tobey Maguires helbred på daværende tidspunkt. Maguire blev dog rask og fortsættelsen blev indspillet uden Gyllenhaal. I stedet medvirkede Gyllenhaal i blockbusteren The Day After Tomorrow i 2004, hvor Dennis Quaid spillede hans far.
Gyllenhaal fik sin teaterdebut på en scene i London, hvor han medvirkede i Kenneth Lonergans fortolkning af This is Our Youth. Gyllenhaal har udtalt, "Enhver skuespiler, jeg beundrer, har lavet teaterarbejde, så jeg vidste, at jeg var nødt til at prøve det selv." Skuespillet, der havde været en anmelderrost sensation på Broadway, blev vist i 8 uger på Londons West End. Gyllenhaal modtog positive anmeldelser og en Evening Standard Theatre Award i kategorien "Outstanding Newcomer."

### Brokeback Mountainog efterfølgende roller
2005 var et succesår for Gyllenhaal, der medvirkede i anmelderroste film som Proof, Jarhead og Brokeback Mountain. I Proof, hvor også Gwyneth Paltrow og Anthony Hopkins medvirkede, spiller Gyllenhaal en matematikstuderende, der forsøger at overbevise Paltrows karakter om at offentliggøre et revolutionært matematisk bevis for at løse en ligning, der har frustreret matematikerne gennem århundreder.
I Jarhead spiller Gyllenhaal en amerikansk soldat under den Golfkrigen, der er "følsom, men stadig forstyrret", men også har en aggressiv maskulinitet. Gyllenhaal gik desuden til audition som Batman til en af de største blockbustere gennem længere tid, Batman Begins, og var tæt på at få rollen, der dog endte med at gå til Christian Bale.
I Brokeback Mountain spiller Gyllenhaal og Heath Ledger to unge mænd, der mødes som fårehyrder og efter et stykke tid indleder et seksuelt forhold, der begynder i sommeren 1963 og ender 20 år senere. Filmen bliver ofte kaldt "den homoseksuelle cowboyfilm" selvom der var forskellige meninger om karakterernes seksuelle orientering. Filmen vandt Golden Lion-prisen ved Filmfestivalen i Venedig. Filmen vandt efterfølgende fire Golden Globe Awards, fire BAFTA-er og tre Oscars. Gyllenhaal modtog desuden en Oscar-nominering i kategorien Bedste mandlige birolle for sin optræden, men prisen gik til George Clooney for hans optræden i filmen Syriana. Gyllenhaal vandt også "Best Supporting Actor BAFTA" for samme rolle og modtog en Best Supporting Actor-nominering og "Best Film Ensemble"-nominering fra Screen Actors Guild. Desuden vandt Brokeback Mountain med Gyllenhaal og Ledger en MTV Movie Award for "Best Kiss" i 2006. Kort tid efter 2006 Academy Awards blev Gyllenhaal inviteret til at blive medlem af Akademiet som en anerkendelse af hans skuespillerkarriere. Gyllenhaal blev også tildelt "2006 Young Artist Award for Artistic Excellence"-prisen af Americans for the Arts National Arts Awards for hans rolle.
Gyllenhaal havde blandede følelser overfor at have Ang Lee som instruktør på Brokeback Mountain, men havde generelt mere ros end kritik af Lees måde at instruere på. Imens han klagede over Lees måde at indtage en form for distance til sine skuespillere under optagelserne, roste Gyllenhaal Lees motiverende instruktion af skuespillerne og følsomme tilgang til materialet. Ved Directors Guild of America Awards 28. januar 2006 roste Gyllenhaal Ang Lee for hans "ydmyghed og respekt for alle omkring ham."

Da der blev spurgt ind til kyssescenerne med Heath Ledger i Brokeback Mountain, udtalte Gyllenhaal, at "som skuespiller, tror jeg, at vi er nødt til også at omfavne de tidspunkter, hvor vi føler os mest utilpas." Da der blev spurgt ind til de mere intime scener med Ledger, sammenlignede Gyllenhaal dem med at "lave en sexscene med en kvinde, han ikke var specielt tiltrukket af." Efter premieren på Brokeback Mountain begyndte flere rygter angående Gyllenhaals seksuelle orientering af florere, og da der blev spurgt ind til sladderen i medierne under et interview, udtalte Gyllenhaal: 
 Jeg synes, det er smigrende, at der er rygter om, at jeg er biseksuel. Det betyder, at jeg kan spille flere slags forskellige roller. Jeg er åben over for alt, folk vil kalde mig. Jeg har aldrig været seksuelt tiltrukket af mænd, men jeg tror ikke, at jeg ville være bange for det, hvis det skulle ske."

Gyllenhaal var fortæller på den korte animationsfilm fra 2005, The Man Who Walked Between the Towers, der er baseret på Mordicai Gersteins bog af samme navn, der handler om Philippe Petits berømte stunt. I januar 2007, hvor han var vært på Saturday Night Live, indførte Gyllenhaal sig en glimtende aftenkjole og sang "And I Am Telling You I'm Not Going" fra musicalen Dreamgirls i forbindelse med hans åbningsmonolog. Han dedikerede sangen til hans "unikke fanskare... Brokebacks fans."
I 2007 medvirkede Gyllenhaal i David Fincher's Zodiac, der er baseret på en sand historie. Han spiller i filmen Robert Graysmith, en tegneserieforfatter fra San Francisco Chronicle og forfatter til to bøger om Zodiac-seriemorderen. Gyllenhaal spillede efterfølgende overfor Meryl Streep, Alan Arkin og Reese Witherspoon in filmen fra 2007, Rendition, en politisk-thriller af film Gavin Hood. I 2009 spillede han overfor Tobey Maguire i Jim Sheridan's remake af Susanne Biers danske film fra 2004, Brødre.

### 2010'erne
I 2010 spillede Gyllenhaal hovedrollen i filmfortolkningen af videospillet Prince of Persia: The Sands of Time, produceret af Jerry Bruckheimer og som blev udgivet af Disney den 28. maj 2010. Han spillede ligeledes med i den romantiske komedie  Love and Other Drugs overfor Anne Hathaway, der havde premiere den 24. november 2010, og som han modtog en Golden Globe Award-nominering for.

## Privatliv
Gyllenhaals nærmeste familie tæller mange skuepillere. Hans søster Maggie Gyllenhaal er gift med den amerikanske skuespiller Peter Sarsgaard, der var Gyllenhaals medspiller i Jarhead og Rendition. Skuespilleren Jamie Lee Curtis er Gyllenhaals gudmor, og han har flere gange refereret til sine gudfædre som værende et homoseksuelt-sammenlevende par. Gyllenhaal er selv gudfar til Matilda Rose Ledger (født 28. oktober 2005), som er datter af Heath Ledger og Michelle Williams, der begge spillede sammen med Gyllenhaal i Brokeback Mountain.
Gyllenhaal dannede par med skuespilleren Kirsten Dunst i næsten to år, efter de indledte et forhold i 2002. Han har senere dannet par med Rendition-medskuespiller Reese Witherspoon fra omkring 2007 til 2009. Han har desuden dannet par med singer-songwriteren Taylor Swift fra oktober 2010 til januar 2011.

### Politik og andre interesser
Gyllenhaal er politisk aktiv. Han indspillede en reklame for Rock the Vote og besøgte sammen med sin søster University of Southern California for at opfordre studerende til at stemme ved det amerikanske præsidentvalg i 2004. Han deltog også i kampagner for Demokraternes præsidentkandidat John Kerry. Han har udtalt, at "det frustrerer mig, når skuespillere taler om politik; jeg er politisk og jeg tager beslutninger i mine film, som jeg synes, er politiske. Jeg prøver at sige ting, som omhandler, det jeg gør. Om det er rigtigt eller ej, mener jeg, at unge skuespillere har al magten." I et interview omkring Rendition, udtrykte han at "det er en trist tid, når skuespillere er politikere og politikere er skuespillere."
Da han er opvokset i en familie, der bekymrede sig om sociale problemer, deltog Gyllenhaal også i reklamekampagnen for American Civil Liberties Union, en organisation, som hele hans familie er støtter. Han er desuden meget miljøbevidst, han genbruger ofte og har i et interview sagt, at han bruger omkring $400 (omkring 2300 DKK) årligt på at få plantet træer i Mozambique, delvist for at promere Future Forests-program. Efter at have indspillet The Day After Tomorrow, fløj han også til Arktis at promere opmærksomhed omkring klimaforandringerne.
I sin fritid nyder Gyllenhaal at arbejde med træ og lave mad. Han har udtalt, at "jeg er ikke fuldbyrdet buddhist, men jeg prøver så vidt muligt at praktisere mindfulness", og at det er hans mål at meditere hver dag.
Gyllenhaal er engageret til at medvirke i tv-indsamlingsshowet Stand Up To Cancer.
Den 19. december 2012 blev det offentliggjort, at han var blevet jurymedlem ved Filmfestivalen i Berlin, der blev afholdt i februar 2012.

## Image
Gyllenhaal blev kåret som en af årets "50 Most Beautiful People" af magasinet People i 2006. Han var ligeledes med på listen over Peoples "Hottest Bachelors of 2006". På baggrund af artikler som disse i pressen udformede flere tusinde homoseksuelle og biseksuelle mænd i 2007 og 2008 på sitet AfterElton.com en "Hot 100 List", som Gyllenhaal toppede begge år. Han blev nummer 2 på Gay Wired Magazines afstemning over mandlige skuespillere, der har spillet homoseksuelle karakterer i film.

## Filmografi
| År   | Titel                               | Rolle                      | Noter |
| ---- | ----------------------------------- | -------------------------- | ----- |
| 1991 | City Slickers                       | Danny Robbins              |       |
| 1993 | Josh and S.A.M.                     | Leon                       |       |
| 1999 | October Sky                         | Homer Hickam Jr.           |       |
| 2001 | Donnie Darko                        | Donald J. "Donnie" Darko   |       |
| 2001 | Bubble Boy                          | Jimmy Livingston           |       |
| 2001 | Lovely & Amazing                    | Jordan                     |       |
| 2002 | Highway                             | Pilot Kelson               |       |
| 2002 | Moonlight Mile                      | Joe Nast                   |       |
| 2002 | The Good Girl                       | Thomas 'Holden' Worther    |       |
| 2003 | Abby Singer                         | Ham selv                   |       |
| 2004 | The Day After Tomorrow              | Sam Hall                   |       |
| 2005 | Brokeback Mountain                  | Jack Twist                 |       |
| 2005 | Jarhead                             | Anthony Swofford ("Swoff") |       |
| 2005 | Proof                               | Harold 'Hal' Dobbs         |       |
| 2007 | Zodiac                              | Robert Graysmith           |       |
| 2007 | Rendition                           | Douglas Freeman            |       |
| 2008 | Brothers                            | Tommy Cahill               |       |
| 2010 | Prince of Persia: The Sands of Time | Dastan                     |       |
| 2010 | Love and Other Drugs                | Jamie Randall              |       |
| 2011 | Source Code                         | Colter Stevens             |       |
| 2012 | End of Watch                        | Officer Dan Taylor         |       |
| 2013 | Prisoners                           | Detective Loki             |       |
| 2013 | Enemy                               | Adam Bell / Anthony Clair  |       |
| 2014 | Nightcrawler                        | Lou Bloom                  |       |
| 2015 | Everest                             | Scott Fischer              |       |
| 2019 | Spider-Man: Far From Home           |                            |       |

## Priser
| År   | Navn på pris              | Kategori                                              | Resultat  | Film                                |
| ---- | ------------------------- | ----------------------------------------------------- | --------- | ----------------------------------- |
| 2002 | Young Hollywood Awards    | Breakthrough Performance - Male                       | Vundet    |                                     |
| 2002 | Independent Spirit Awards | Best Male Lead                                        | Nomineret | Donnie Darko                        |
| 2003 | Chlotrudis Awards         | Best Actor                                            | Vundet    | Donnie Darko                        |
| 2003 | DVD Exclusive Awards      | DVD Premiere Award, Best Actor                        | Nomineret | Highway                             |
| 2003 | Teen Choice Awards        | Choice Movie Breakout Star – Male                     | Nomineret | The Good Girl                       |
| 2005 | Hollywood Film Festival   | Breakthrough Actor                                    | Vundet    |                                     |
| 2005 | National Board of Review  | Best Supporting Actor                                 | Vundet    | Brokeback Mountain                  |
| 2006 | MTV Movie Awards          | Best Performance                                      | Vundet    | Brokeback Mountain                  |
| 2006 | MTV Movie Awards          | Best Kiss                                             | Vundet    | Brokeback Mountain                  |
| 2006 | Screen Actors Guild       | Best Supporting Actor                                 | Nomineret | Brokeback Mountain                  |
| 2006 | Screen Actors Guild       | Best Ensemble                                         | Nomineret | Brokeback Mountain                  |
| 2006 | Critics' Choice Award     | Best Supporting Actor                                 | Nomineret | Brokeback Mountain                  |
| 2006 | BAFTA                     | Best Supporting Actor                                 | Vundet    | Brokeback Mountain                  |
| 2006 | Academy Awards            | Bedste mandlige birolle                               | Nomineret | Brokeback Mountain                  |
| 2006 | Austin Film Critics Award | Best Supporting Actor                                 | Nomineret | Brokeback Mountain                  |
| 2006 | Satellite Awards          | Outstanding Supporting Actor                          | Nomineret | Brokeback Mountain                  |
| 2006 | Satellite Awards          | Outstanding Lead Actor                                | Nomineret | Jarhead                             |
| 2006 | National Arts Awards      | Young Artist Award for Artistic Excellence            | Vundet    |                                     |
| 2008 | Teen Choice Awards        | Choice Movie Actor – Drama                            | Nomineret | Rendition                           |
| 2010 | Teen Choice Awards        | Choice Movie Actor – Fantasy                          | Nomineret | Prince of Persia: The Sands of Time |
| 2010 | Teen Choice Awards        | Choice Movie Actor – Drama                            | Nomineret | Brothers                            |
| 2010 | Golden Globe Award        | Best Actor – Motion Picture Musical or Comedy         | Nomineret | Love and Other Drugs                |
| 2011 | Spike TV Scream Awards    | Spike TV Scream Awards for Best Science Fiction Actor | Nomineret | Source Code                         |